# 디즈니 채널
디즈니 채널(Disney Channel)은 미국의 케이블 및 위성 텔레비전 채널로 어린이와 청소년들을 위한 프로그램과 영화를 주로 방영한다. 어른 뿐만 아니라 다양한 연령대의 시청자를 목표로 하고 있다. 디즈니 채널을 소유하고 있는 디즈니 채널 월드와이드는 디즈니 제너럴 엔터테인먼트 컨텐트의 한 부분이며 월트 디즈니 컴퍼니의 미디어 네트웍스 부문의 일부이기도 하다.

## 같이 보기
- 디즈니 XD
- 니켈로디언
- 닉툰스 (미국)
- 카툰 네트워크
- 부메랑 (텔레비전 네트워크)
- SBS
- KBS
- MBC